# Roger Sacheverell Coke
Roger Sacheverell Coke (geb. 20. Oktober 1912 in Derbyshire; gest. 23. Oktober 1972) war ein britischer Komponist und Pianist.

## Leben
Coke wurde 1912 in einer wohlhabenden Familie geboren. Er wurde von der britischen Pianistin Mabel Lander (1882–1955), der Klavierlehrerin der britischen Königin Elisabeth II. und ihrer Schwester, Prinzessin Margaret, unterrichtet und studierte später bei dem englischen Komponisten und Pianisten Alan Bush (1900–1995). Die spätromantischen Komponisten Sergei Rachmaninoff, Frederick Delius und Alexander Skrjabin prägten die Tonsprache seiner Werke, „mit ausschweifenden Phrasen und dichter Instrumentation“.
Einspielungen einiger seiner Klavierkonzerte (Solist: Simon Callaghan) fanden Aufnahme in der Hyperion-Reihe The Romantic Piano Concerto (Das romantische Klavierkonzert). 2019 wurden auch seine Cellosonaten erstmals eingespielt.

## Werke
- Klavierkonzerte
- Klavierwerke (Sonaten, Variationen sowie 24 Präludien)
- vier sinfonische Dichtungen für Orchester
- Sonaten für Violine, Cello, Klarinette und Bratsche
- ein Streichquartett
- zwei Klaviertrios
- etwa einhundert Lieder